# Serie A1 1960/61
Die Saison 1960/61 war die 27. Spielzeit der Serie A1, der höchsten italienischen Eishockeyspielklasse. Meister wurde zum insgesamt vierten Mal in der Vereinsgeschichte SG Cortina.

## Modus
Die vier Mannschaften absolvierten in der Hauptrunde jeweils sechs Spiele. Die beiden punktgleichen Erstplatzierten bestritten anschließend das Meisterschaftsfinale. Für einen Sieg erhielt jede Mannschaft zwei Punkte, bei einem Unentschieden gab es einen Punkt und bei einer Niederlage null Punkte.

## Hauptrunde
|    | Klub              | Punkte |
| -- | ----------------- | ------ |
| 1. | SG Cortina        | 10     |
| 2. | HC Diavoli Milano | 10     |
| 3. | HC Bozen          | 4      |
| 4. | HC Ortisei        | 0      |

## Finale
- SG Cortina – HC Diavoli Milano 4:0

## Meistermannschaft
Enrico Benedetti – Alberto Da Rin – Gianfranco Da Rin – Renzo De Gasperi – Paolo De Zanna – Bruno Frison – Paolo Gaspari – Ivo Ghezze – Giuseppe Lorenzi – Francesco Macchietto – Giulio Oberhammer – Carmine Tucci – Giulio Veroncai – Giuseppe Zandegiacomo